# 愛爾蘭歷史
愛爾蘭历史起始於西元前6600年前後，最后一次冰川期结束后人类开始在爱尔兰岛定居开始。约前300年当地的人从青铜器时代过渡到铁器时代。可能与此同时随着凯尔特人向爱尔兰的迁徙凯尔特语来到爱尔兰，后来凯尔特语与当地人的语言混合后形成了爱尔兰语。
4世纪和5世纪爱尔兰基督化后在爱尔兰形成了由修道院、传道士和王国组成的文化。但随着维京人的入侵这个文化受到冲击。1169年和1171年诺曼人占领爱尔兰，英格兰开始在爱尔兰的文化和政治中占支配作用。但到1609年为止爱尔兰仍然是由许多王国组成的，一直到1609年英格兰才完全占领爱尔兰。
1801年以前，爱尔兰由一个由新教徒支配的爱尔兰议会统治，这个议会拥有相当大的自治权，但新教徒在爱尔兰属少数人。1801年爱尔兰议会被解散，爱尔兰成为大不列颠及爱尔兰联合王国的一部分。
在政治和武力斗争后，1921年，爱尔兰岛南部的26个郡从英国独立，爱尔兰共和国成立，北部的其它郡依然是联合王国的一部分。北爱尔兰的天主教徒和新教徒之间的争执至今未能解决，从1960年代开始这个争执恶化为危机，到今天这个问题依然是爱尔兰与英国的外交关系和爱尔兰内部政治的一个悬而未决的问题。
1922年后爱尔兰南部在此后的几个十年中始终面临着巨大的经济困难，大量居民外移。从1990年代开始，爱尔兰共和国的经济不断发展。

## 史前史和早期历史
爱尔兰的史前史和早期历史由于缺乏当地当时的文字记载只有通过考古、对传说和民间诗歌的研究和古罗马帝國的记载来研究。
约前10000年时最后一次冰川期结束，由于当时的海面比较低，爱尔兰通过一条地峡与蘇格蘭相连，而蘇格蘭也通过一条地峡与欧洲大陆相连。因此人类可以直接从欧洲大陆从陆路上迁徙到爱尔兰。今天被发现的最早的爱尔兰的居住点是前6600年左右建立的。此后的新石器时代（前3000年—前1200年）在岛上也留下了痕迹。除石器外考古学家还找到了耕作的遗迹。除此以外这个时期的文化还遗留下了许多与天文观察相关的巨大的石遗址。

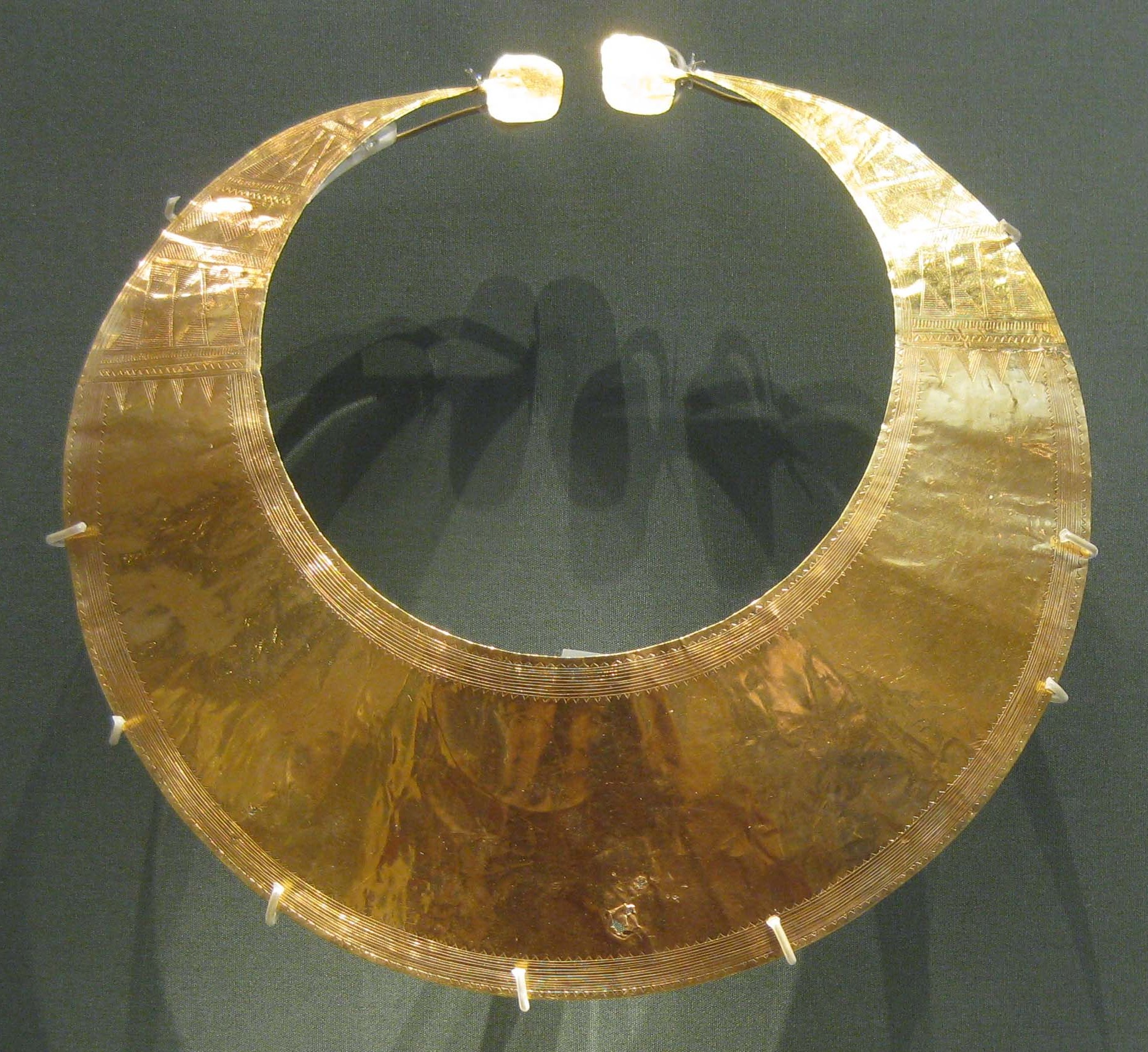
爱尔兰布莱辛顿新月金片，现藏于大英博物馆

约前800年人类开始在爱尔兰寻找锌和铜等矿物，由此向这里带来了青铜器。爱尔兰进入青铜器时代，这个时代遗留下了一些精心加工的金器、青铜装饰和青铜武器。约前300年凯尔特人将铁器带到爱尔兰，爱尔兰进入铁器时代。凯尔特人是从前8世纪到前1世纪在多次迁徙中来到爱尔兰的。约前150年左右凯尔特文化已经在爱尔兰占支配地位。他们将爱尔兰分为至少五个王国。虽然这些王国之间不断争战，但他们还是达到了相当高的文明。这些王国中最有权势的是德魯伊教僧侣。这些僧侣集中了教师、医生、诗人、神的代表和法律和历史的记载者的作用。
罗马帝国占领英格兰后爱尔兰的贵族有时袭击英格兰进行抢劫。罗马人称爱尔兰为希伯尼亞（Hibernia）。托勒密于100年精确地描写了爱尔兰的地理和部落。爱尔兰从未是罗马帝国的一部分，但罗马的影响往往超出它的疆域。塔西陀曾提及一个爱尔兰部落首领，他在大不列颠与罗马将军阿古可拉相遇后回到爱尔兰去夺权。尤维纳尔报道说罗马“军队在爱尔兰海岸被俘”。假如罗马或其同盟者试图入侵过爱尔兰的话，那么他们没有留下多少痕迹。爱尔兰与罗马帝國的关系到底怎样今天不很清楚。
传统说圣派翠克是于432年到达爱尔兰的。他对爱尔兰的基督化（约450年到500年）结束了凯尔特文化时期。他保留了爱尔兰特有的部落和社会结构。将原有的法律纪录下来。只有当原有的法律与基督教的教义相反的情况下才改变它们。传说他还引入了拉丁字母。爱尔兰的僧侣用拉丁字母保存了部分凯尔特人的口头文学。此后爱尔兰进入有文字书写的历史时期。

## 中世纪

### 维京人和爱尔兰传道士

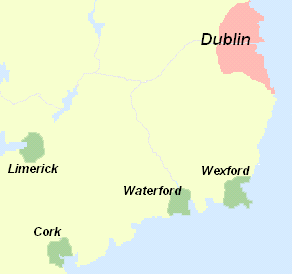
維京人入侵愛爾蘭的佔領地和城市前身

随着新的信仰的普及传统的德魯伊教垮台了。爱尔兰的学者在修道院中学习拉丁语和基督教神学，修道院在爱尔兰非常繁华。从爱尔兰到英格兰和欧洲大陆的传道士宣传爱尔兰的学风，从欧洲各地吸引了许多学者到爱尔兰来。这些修道院非常出色，而且它们与世隔绝，为将拉丁语的许多知识保存下来起了很大的作用。为书画插图的艺术、金属加工、雕刻在爱尔兰获得巨大发展。
但政治上的不统一和维京人的入侵（从795年开始）结束了这个时期。维京人為日耳曼人的一支，在殖民了奥克尼群岛和设得兰群岛后他们来到爱尔兰，在开始的袭击过后他们开始在爱尔兰建立固定的居民点。这些居民点后来成为爱尔兰最早的城市的起点。都柏林、韦克斯福德、沃特福德等城市就是这样开始的。
最早企图在爱尔兰建立一个自己的王国的维京人叫索吉爾斯（Turgesius），他的王国位于今天的阿爾斯特、康诺特和米斯三个郡。这个王国从831年一直维持到845年，845年脱格斯特被米斯国王马拉奇杀了。848年马拉奇战胜了一支维京人的军队。852年，维京人Olaf 在都柏林湾建立了一座堡垒，这是都柏林王國的开始（都柏林的名字来自古爱尔兰语Án Dubh Linn，意思是黑水潭）。不过希腊和罗马的学者报道此前在今天的都柏林已经有一座叫Deblana的居民点了。在这些居民点中原来的爱尔兰人和维京人混合。当时许多爱尔兰的国王的名字是维京人的名字，一些地名也包含维京名字的因素。今天许多爱尔兰海岸的城市还反应了维京城市的结构。
但是维京人并没有协调他们的进攻，而爱尔兰人的防御也是不一致的。爱尔兰内部也不断发生权利斗争，这些内部的派别有时与维京人联盟。最后东北的塔拉家族占优势，他们也屈服了在爱尔兰定居的维京人。10世纪末布莱恩·博茹基本统一了爱尔兰，1014年他还击败了维京人。
维京人的威胁、采纳新的武器技术、城市的建立和航海贸易的发展给爱尔兰带来了巨大的变化。维京人并未能够在爱尔兰长时间立足，但他们的文化和语言在爱尔兰留下了足迹。
此后150年中爱尔兰虽然依然有内部的斗争，但总地来说比较和平，艺术和文化得到发展。但内部的矛盾引起和加速了亨利二世领导的诺曼人的入侵。

### 盎格鲁-诺曼人

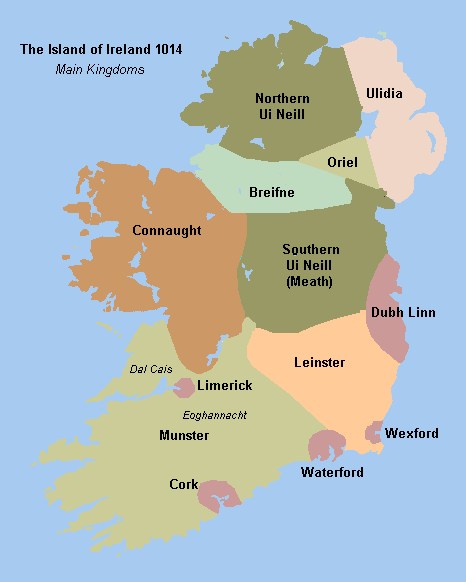
1014年的愛爾蘭：互相競爭的土著王國們

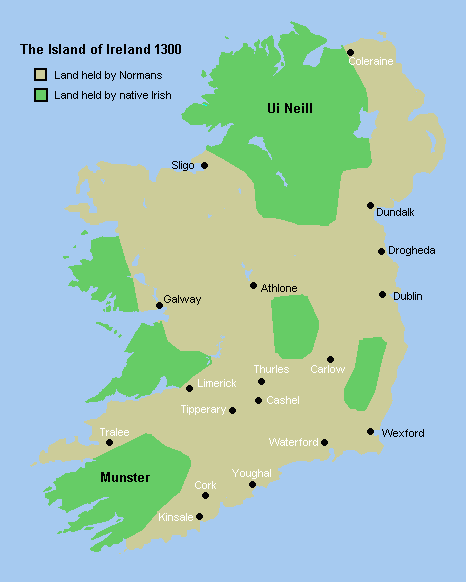
1300年擴大勢力的諾曼人佔領區（灰棕色），殘餘的綠色領土則是土著貴族的領地

盎格鲁-诺曼人（盎格魯撒克遜人及諾曼人均為日耳曼人，前者係於民族大遷徙時擊敗凱爾特人，移居並佔領英格蘭；後者係於11世紀時擊敗盎格魯撒克遜人，入主英格蘭，漸與盎格魯撒克遜人混合）的入侵最初原因是倫斯特國王迪亞馬特·麥克穆爾查達被康諾特國王羅艾德里·奧康卻拜爾廢黜，迪亞馬特向英王亨利二世求救，让亨利二世入侵爱尔兰。亨利二世写了一封支持他的信，隨後他拿着这封信從威尔士获得了那里的诺曼人的支持。诺曼人凭他们先进的军事技术（他们拥有长弓、骑兵和链甲）和爱尔兰人内部的分歧轻而易举地获得了首胜。这吸引了更多的诺曼人到爱尔兰来。这时亨利也开始对爱尔兰感兴趣了，因为他害怕其他诺曼人在爱尔兰建立一个与他竞争的对抗王国，因此他进入爱尔兰来建立他自己的威信。1155年，教皇艾德里安四世（他是第一位英国人教皇）授权亨利入侵爱尔兰去惩罚堕落和贪污。1169年亨利二世的军队获得了决定性的胜利，1171年他本人率领一支强大的舰队登上爱尔兰。亨利二世是第一个登上爱尔兰的英格兰君主。他立他的儿子约翰为爱尔兰大公并将爱尔兰的土地分给盎格鲁-诺曼的伯爵们。1172年艾德里安四世的继承人亚历山大三世承认亨利在爱尔兰占领的领域。这些封地主要位于岛的东部，这些伯爵们在这里建立了许多城堡来保护他们的封地。今天许多这些城堡依然存留着。然后他们开始向岛的其它地区进发。后来约翰成为英格兰国王後，爱尔兰王国就正式并入英格兰王权下了。
实际上随亨利二世来到爱尔兰的诺曼人的人数并不多，因为亨利在其它地区（苏格兰、法国）还有争执。因此这些占领者不得不与当地的爱尔兰人合作。盎格鲁-诺曼人只将爱尔兰过去的统治者推翻了，但他们试图取得当地居民的支持。他们加强自己的统治，建立了一个中心制的管理机构，建立了许多城市。今天爱尔兰的许多大教堂是那个时代开始建造的。
只有在西北和西南角的偏远地区还有爱尔兰当地的贵族统治，13世纪末由于岛上的诺曼统治者没有得到英格兰的支持，这些爱尔兰贵族与维京人一起可以削弱诺曼人的统治。这是第一场全爱尔兰的运动，而且这个运动还取得了一些军事胜利。随着时间的变化越来越多的本来是诺曼人的贵族开始使用爱尔兰语言、习俗和衣饰，从政治和军事上他们也越来越站在爱尔兰方面了。后来他们也依然信奉天主教，没有加入宗教改革。

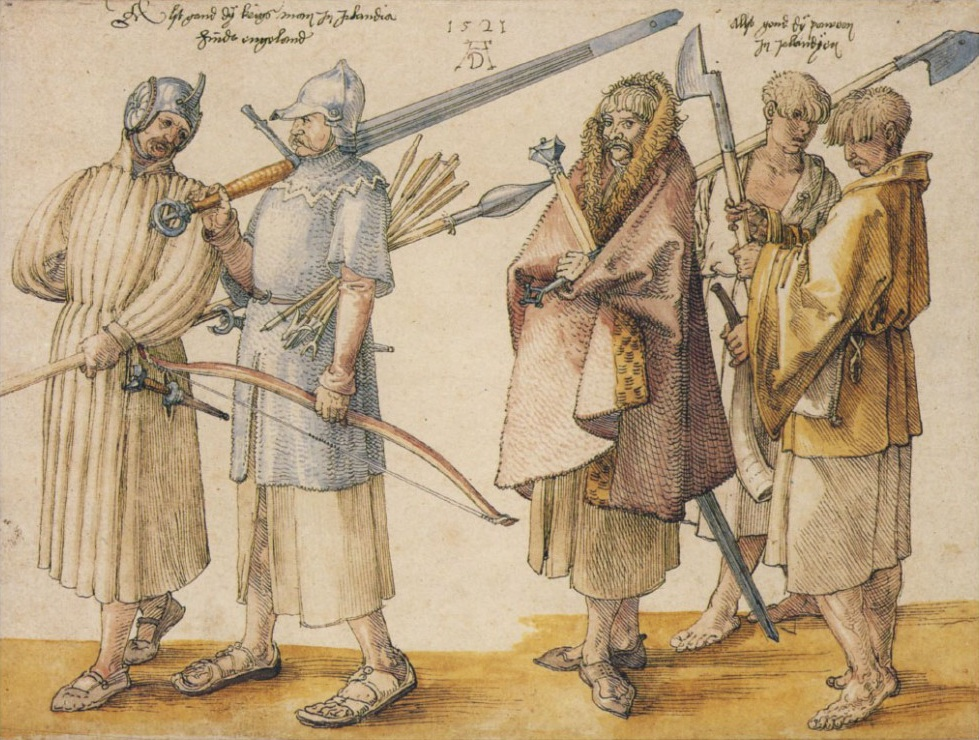
1521年當地的貴族戰士（已愛爾蘭化），由阿爾布雷希特·杜勒繪製

早期英格兰的议会制度在爱尔兰也受到响应。1297年第一个爱尔兰议会成立。14世纪里在爱尔兰爆发了多次反对英格兰统治的暴乱。在百年战争中英格兰将它的精力集中在法国而忽略了它对爱尔兰的统治。此后的玫瑰战争更削弱了爱尔兰在英格兰政治中的重要性。一直到都铎王朝建立后英格兰才有时间来顾及它在爱尔兰的利益。1494年亨利七世公布了一条法律下令爱尔兰议会的决定只有在通过英格兰国王批准后才有效。此时英格兰实际上在爱尔兰只对东部的一个郡有直接的统治。

## 近代初期

### 殖民和暴乱
1542年亨利八世下令爱尔兰直接由英格兰国王管辖，此外岛上的所有教会财产国有化。这个国有化在英格兰与天主教会断绝关系、圣公会建立后在英格兰也执行。但爱尔兰的原住民和后来移居到爱尔兰的大多数诺尔曼人依然是天主教徒。亨利八世惟恐外国势力如西班牙会在爱尔兰挑唆反英格兰的叛乱，於是特別将爱尔兰从一个公国提升为一个王国，並將爱尔兰與英格蘭關係定位為共主邦聯，亦即是愛爾蘭的国王和英格兰的国王是同一人。爱尔兰的议会像英格兰的议会一样分上院和下院两个院，但大多数时间里天主教徒进入议会的机会被控制得很小。
亨利的继承人爱德华六世是第一个大量向爱尔兰殖民的英格兰国王。
从1560年代开始英格兰开始大量在爱尔兰殖民，同时英格兰对偶尔发生的爱尔兰抵抗发动军事行动。此时的爱尔兰是欧洲最落后的地区之一，在这里没有先进的武器和组织结构。虽然如此爱尔兰人的抵抗越来越强大，他们使用游击战，当时的英格兰军队对这种战术没有准备，而岛上的山和森林为这个战术提供了良好的条件。1568年在爱尔兰爆发了一场起义，直到1573年英格兰才将这次起义镇压下去。1579年爱尔兰再次起义，英格兰于1583年将这次起义也残暴地镇压了。
真正威胁到英格兰的是1595年修·奥内尔组织的起义。奥内尔组织了一支约一万人的爱尔兰军队，这支军队有不少步枪，买这些步枪的钱是西班牙人出的，从苏格兰买的。此外西班牙还派专家帮助爱尔兰人建造要塞。在奥内尔的军队中有爱尔兰的原住人，也有后来移居的诺尔曼人。由于爱尔兰始终非常穷，在此以前就有不少爱尔兰人在西班牙的军队中做雇佣兵，他们在那里受到训练，获得了实战经验。奥内尔的起义在奥斯特郡开始，很快就蔓延到整个岛上。一支从英格兰来到的镇压这次起义的军队在一次奇袭中被消灭。1598年8月14日英军再次被重创。
1600年伊丽莎白一世派了一个新的总督，这位新总督下令在爱尔兰北部消灭所有的粮食，没收所有的牲畜，他的目的是将造反者饿死。1600年10月2日英军向奥斯特的进攻被起义者阻挡。1601年9月21日奥内尔又获得了3500名支援他的西班牙士兵。但英军还是达到了包围奥斯特的目的。虽然奥内而带着他的西班牙士兵赶来解围，但他们没有成功。西班牙人投降。1603年奥内尔签署了一个停火协议。英格兰完全占领爱尔兰，许多爱尔兰贵族，包括奥内尔于1607年离开爱尔兰。作为报复英格兰没收了许多爱尔兰地主的土地。
伊丽莎白一世的继承人詹姆斯一世从1609年开始特别对奥斯特郡进行殖民，使这个郡变成英格兰在爱尔兰的桥头堡。这次殖民运动一直的结果一直到今天还体现在北爱尔兰问题中。17世纪爱尔兰的经济获得发展，使得爱尔兰的人口增长，为了巩固他的统治，詹姆斯一世在许多城市里建立了堡垒和碉堡。1613年北爱尔兰的城市德里被直接交付伦敦管理，许多英格兰人移居那里，就连城市的名称也改为了伦敦德里。

### 从内战到联合王国
尽管在经济上爱尔兰不断发展，在政治上天主教的爱尔兰人对英国的情况感到非常不安。英王查理一世本人是英國國教（圣公会）派的，但他试图向天主教接近。1632年他任命托马斯·温特沃斯为爱尔兰总督。温特沃斯对天主教徒也很容忍。但查理一世与英国的国会之间发生了矛盾，当时国会内的清教徒占支配地位，清教徒提倡完全与天主教决裂。1641年在国会的压力下查理一世下令处死温特沃斯。爱尔兰的天主教徒担心这是国会要迫害他们的开始。同年11月在奥斯特天主教徒进行暴动屠杀英国移民，上千人死亡。1642年1月查理下令逮捕多名反对他的国会议员，由此导致了英国内战的爆发。这场内战也波及到爱尔兰，一开始爱尔兰的暴动是反对所有英格兰和苏格兰的新教移民的，但不久爱尔兰人就成为查理的支持者了。
爱尔兰原住民、诺尔曼移民和保皇派的英国移民于1642年成立了基尔肯尼同盟，其目的是成立一个天主教的、保皇的爱尔兰。这个同盟的军队占领了爱尔兰的大部分地区，只有奥斯特和都柏林还在英国议会的手中。1648年移民到爱尔兰的苏格兰人也加入了基尔肯尼同盟，同年在英国本土国会军战胜。1649年1月查理被处死，英国成立共和国。在内战中奥利弗·克伦威尔成为了英国最有权的人，1649年8月他亲自带领一支军队进入造反的爱尔兰。克伦威尔在这次战役中使用了非常残酷的手段。1649年9月11日克伦威尔攻克杜希达，城内所有市民不是被杀就是被逐，城市被完全摧毁。韦克斯福德遭到同样的命运。1650年克伦威尔由于苏格兰告急离开爱尔兰，他留下的军队于1652年彻底镇压了当地的暴动。
在这场内战中爱尔兰大部分地区被摧毁，许多被俘的造反者被送到加勒比海地区充当奴隶，大多数爱尔兰地主的土地被没收。由于英国共和国无法向它的士兵发饷金，它就把爱尔兰的土地分给这些士兵，上万英国士兵这样移居到爱尔兰，他们主要居住在奥斯特附近，大多数这些人是清教徒。克伦威尔下令爱尔兰人只许在香农河以西定居。
1660年斯图亚特王朝复辟。查理二世虽然同情天主教，但他下达了对爱尔兰的经济不利的命令。爱尔兰只许向英国出售羊毛，这对爱尔兰经济的打击非常大。此外爱尔兰不许与英国的殖民地直接进行贸易。1685年詹姆斯二世继位，詹姆斯二世宣布皈依天主教，这导致了国王与国会之间非常大的矛盾。在1688年的“光荣革命”中詹姆斯二世被推翻，他的新教女婿威廉三世上台，詹姆斯逃亡法国。他从那里逃到爱尔兰，希望通过当地的天主教徒的支持重获英国王冠。威廉三世决定对詹姆斯采取军事行动。1690年在波尼战役中他战胜詹姆斯。詹姆斯逃返法国。爱尔兰的天主教徒为此丧失了许多权利。此时爱尔兰四分之三的土地在英国人手中。
1750年在爱尔兰再次爆发了一次大的起义，爱尔兰共和兄弟会、联合爱尔兰人社会等组织成立。1797年不准参加天主教神事的爱尔兰农民起义。
联合爱尔兰人社会的发起人沃尔夫·托恩说服拿破仑在爱尔兰对英国开战。拿破仑遣送了一支2000人的部队到爱尔兰南岸，但他的军队和爱尔兰的农民都很快就被镇压了。农民起义的首领被捕和处决，其他参与的人也被捕。
18世纪末对爱尔兰的议会权利和进入议会的条件的限制大部分被取消了，但1801年爱尔兰的自主权也整个地被取消了。

## 19世纪后的爱尔兰

### 大饥荒和自主联盟
1800年爱尔兰议会通过了与英国统一的法律，爱尔兰王国和大不列颠王国统一。爱尔兰由伦敦的英国议会统治。
1846年到1849年的馬鈴薯产量很低造成了一场大饥荒，许多人饿死，更多的人背井离乡。爱尔兰的人口从850万减少到600万。英国政府袖手旁观。因此从19世纪下半叶开始爱尔兰的独立运动又抬头了。帕特里克·皮尔斯、麦克尔·考林斯、罗杰·凯塞门和伊蒙·德·瓦勒拉等是其领导人。最早的抗议是丹尼尔·欧康诺组织的，他是数世纪后第一位被选入英国国会的天主教徒（1828年）。1848年英国政府不得不再次动用军队和炮兵来镇压暴动者。此外在爱尔兰还成立了许多要求独立的政治组织，其中包括自主联盟。这个1870年成立的组织有时甚至在英国议会中拥有60个议员。
1914年5月英国下院通过了“自主法律”。爱尔兰应该获得一个自己的宪法和自主权。但第一次世界大战的爆发阻止了这个法律的生效。

### 独立
1916年复活节的起义失败后爱尔兰爆发了一个为期数年的游击战。新芬党本身在起义中并没有起多大作用，但此时成为独立运动的集中点。在1918年的下院选举中新芬党获得了爱尔兰选票的80%，这些议员组织了1801年以来爱尔兰的第一次议会。伊蒙·德·瓦勒拉被选为爱尔兰共和国总统，一个独立的政府和管理组织开始被建立。英国政府立即宣布这个议会是非法的。从1919年到1921年的爱尔兰独立战争以英爱和平条约结束。32个爱尔兰的郡中26个宣布从英国独立。这些独立的郡成立爱尔兰自由国。爱尔兰北部的六个郡组成北爱尔兰留在英国。英国改名为大不列颠和北爱尔兰联合王国。

### 内战
麦克尔·考林斯签署的英爱和平条约承认爱尔兰的分裂，但议会中的小部分人和共和国总统伊蒙·德·瓦勒拉不承认这个条约。议会、新芬党内部和爱尔兰共和军内部对这个条约的见解分歧都存在。德·瓦勒拉辞总统职。在此后的爱尔兰内战中他领导“共和军”与新的由新芬党组织的政府的爱尔兰正规军。1923年共和军投降，内战结束。1926年德·瓦勒拉退出新芬党成立了一个新的政党爱尔兰共和党。1932年爱尔兰共和党在大选中获胜，德·瓦勒拉成为爱尔兰首相。

### 爱尔兰共和国
1937年通过公民公投爱尔兰获得了一个新的宪法，改名为爱尔兰共和国。在第二次世界大战中爱尔兰保持中立。1948年爱尔兰退出英联邦，此时的爱尔兰经济上相当落后。1973年爱尔兰加入欧洲共同体。依靠欧洲共同体的结构资助和爱尔兰本身的改革爱尔兰的经济开始发展。
1985年英国和爱尔兰就北爱尔兰问题达成协议，爱尔兰在这个问题上有发言权。1994年近爱尔兰共和军的新芬党宣布单方面停火，为和平谈判制造了前提。
1997年爱尔兰总统玛丽·罗宾逊成为联合国人权委员会主席。
1998年4月10日爱尔兰政府、英国政府和北爱尔兰的党派签署了条约，爱尔兰放弃其在宪法中规定的对北爱尔兰的主权要求。在此后的全民公投中94%的选民同意删除宪法中的这一条。
2002年爱尔兰引入欧元为货币。从2004年1月1日到6月31日爱尔兰总理伯蒂·埃亨出任欧洲联盟议会主席。在他的领导下欧盟完成了其就欧洲宪法的磋商，并加入了10个新的成员国，达到25个。
2007年5月24日，举行议会选举。爱尔兰共和党赢得166个议席中的78席，爱尔兰统一党获51席，爱尔兰工党获20席，爱尔兰绿党获6席，爱尔兰进步民主党获两席。6月14日，议会选举埃亨继续担任总理，政府由共和党、绿党和进步民主党联合组成。